# سمیر بلوفه
سمیر بلوفه (عربی: سمير بلوفة؛ زادهٔ ۲۷ اوت ۱۹۷۹) بازیکن فوتبال اهل فرانسه بود.
از باشگاه‌هایی که در آن بازی کرده‌است می‌توان به باشگاه فوتبال آ.ث. میلان، باشگاه فوتبال هلسینگبورگس، باشگاه فوتبال کن، باشگاه فوتبال باستیا، و باشگاه فوتبال مونزا اشاره کرد.
وی همچنین در تیم ملی فوتبال الجزایر بازی کرده‌است.